# خاشوري
خاشوري (بالجورجية: ხაშური) هي مدينة في وسط جورجيا وتاسع أكبر مستوطنة في جورجيا. وهي المركز الإداري لبلدية خاشوري. تقع على سهل شيدا كارتلي على ضفاف نهر سورامولا على ارتفاع 700 متر فوق مستوى سطح البحر.
1. ↑   http://pop-stat.mashke.org/georgia-cities.htm. {{استشهاد ويب}}: |url= بحاجة لعنوان (مساعدة) والوسيط |title= غير موجود أو فارغ (من ويكي بيانات) (مساعدة)
2. ↑  GeoNames (بالإنجليزية), 2005, QID:Q830106